# Neminem vestrum
Neminem vestrum  ist eine Enzyklika von Pius IX. an das Episkopat Armeniens, den Klerus und an die katholische Nation der Provinz Konstantinopel vom 2. Februar 1854. Er verdammt die Uneinigkeit und Schismen in der Armenisch-Katholischen Kirche, die verstärkte Mitarbeit von Laien und die Versuche eine falsche Einheit herbeizuführen. Gleichzeitig exhortiert er die Bischöfe, Priester und den Laienstand sich für den Erhalt der Einheit einzusetzen und alles zu versuchen Uneinigkeiten zu vermeiden.
Die Enzyklika trägt zwar den Untertitel: „Über die Verfolgung der Armenier“, meint aber weniger die Verfolgung von außen als vielmehr die durch die Uneinigkeit hervorgebrachten Unstimmigkeiten. Zu Beginn zeigte Pius IX. die historische Entwicklung auf, so habe Pius VIII.  für die Armenier einen eigenen Erzbischof eingesetzt, Gregor XVI.  habe die Reihenfolge der Diözesen in der Kirchenprovinz Armenien geordnet und er selbst habe sich unmittelbar nach seiner Amtsübernahme dem Problem der Armenier zugewandt. Er möchte die Schwierigkeiten im Sinne seines Vorgängers Pius VIII. beenden, um so zu einer Einigung zu gelangen.
In den nachfolgenden Abschnitten bestätigt der Papst die Untersuchung der Situation durch die Kongregation über die Verbreitung des Glaubens und erklärte, dass er gewillt sei die Vorschläge der Kardinäle zu verwirklichen. Er forderte deshalb die Bischöfe erneut zum Gehorsam und apostolischer Disziplin auf und führte an, dass auf diese Weise die heilige Religion gefördert würde und die Zwietracht in einer christlichen Harmonie und Frieden enden könnte. In diesem Zusammenhang erinnerte er auch an die Enzyklika Inter gravissimas (1832) seines Vorgängers Gregor XVI.